# Blok (III Rzesza)

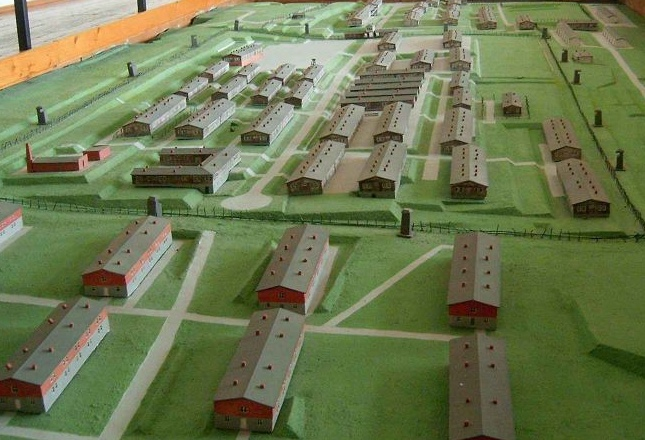
Baraki w Groß-Rosen

Blok (niem. Block) – barak mieszkalny dla więźniów, stanowiący jednostkę administracyjną w obozach koncentracyjnych.